# Parque nacional de Bikin
Parque nacional de Bikin (en ruso: Национальный парк «Бикин») fue creado el 3 de noviembre de 2015 para proteger el bosque mixto virgen más grande que queda en el hemisferio norte, así como el territorio del 10 % de todos los tigres siberianos en estado salvaje. El parque también fue creado con el propósito de proteger la cultura forestal de los 600 habitantes indígenas de la cuenca del río Bikin que viven en el territorio: los pueblos Udegué y Nanai. Debido a su tamaño para bosques vírgenes y su caracterización como «bosque lluvioso templado», tiene un estatus importante como centro de biodiversidad tanto de plantas como de animales. El parque se encuentra en el distrito administrativa (raión) de Pozhar, en el Krai de Primorie, en el Lejano Oriente ruso, en la ladera oeste de las montañas Sijoté-Alín. El valle del río Bikin también es Patrimonio de la Humanidad.

## Topografía
El río Bikin fluye hacia el oeste por la ladera oeste del centro de Sijoté-Alín, uniendo la cuenca del río Amur en el oeste con la región de Primorie ("Marítima") en el este. La cuenca de drenaje del Bikin atraviesa un territorio montañoso aislado, cubierto de bosques mixtos de coníferas y caducifolios, y desemboca en el río Ussuri y, en última instancia, en el Amur y el mar de Ojotsk. Con más de 1 160 000 hectáreas (4500 millas cuadradas) de territorio sin desarrollar, el bosque intacto proporciona un refugio para un gran número de especies vulnerables.

## Clima y ecorregión

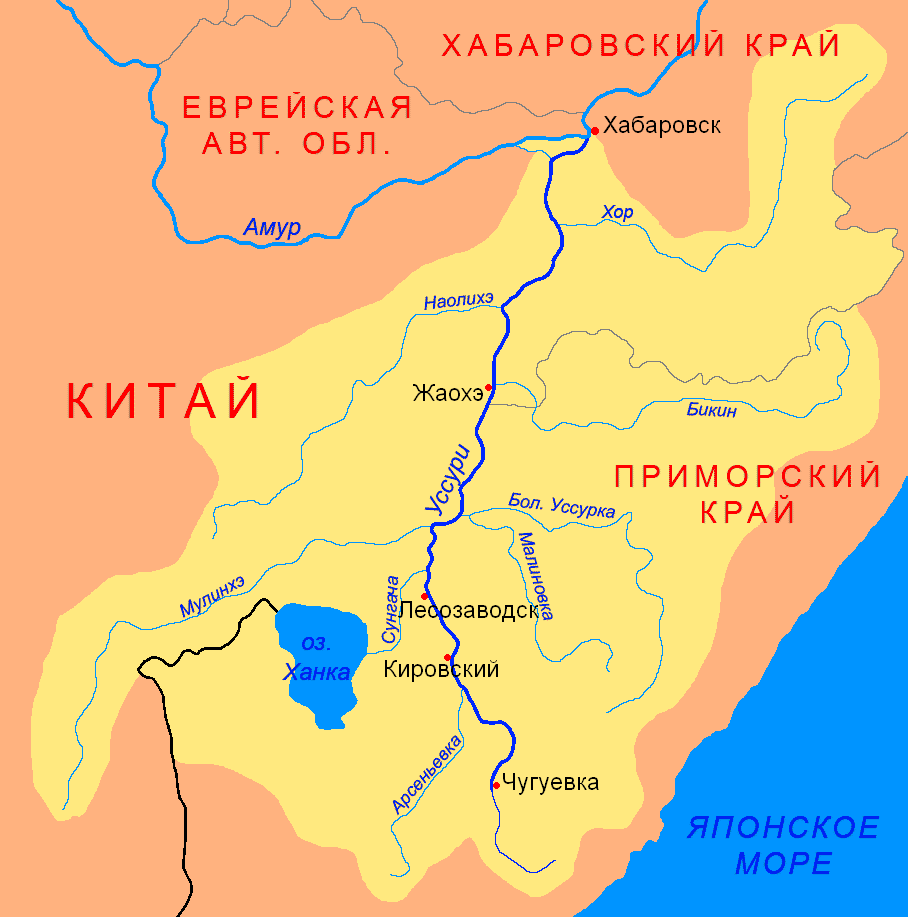
El río Bikin fluye hacia el oeste a través del medio de Sijoté-Alín

Bikin se encuentra en la ecorregión de Bosques templados de frondosas y mixtos. La designación climática oficial para el área de Bikin es Clima continental húmedo, subtipo de verano fresco (clasificación climática de Köppen (Dfb)), con grandes diferencias de temperatura estacionales, veranos frescos (mes más cálido con menos de 22 grados C) e inviernos fríos.

## Flora y fauna
El territorio del parque nacional es uno de los últimos hábitats naturales del leopardo del Amur, ya que vive alrededor del 10 % de su población. Además, se han identificado 51 especies de mamíferos (alce, jabalí, corzo, ciervo, ciervo almizclero, tigre siberiano, visón, glotón, rata almizclera, oso pardo y oso del Himalaya, etc.) y 194 especies de pájaros, de las que al menos nueve están incluidas en el Libro rojo de especies amenazadas de Rusia. Algunas de éstas son la cigüeña negra, la serreta china, y el búho pescador de Blakiston. También se han registrado diez especies de reptiles, siete especies de anfibios y veintiséis especies de peces.
La vegetación del parque está formada principalmente por bosques de coníferas y caducifolios que determinan la diversidad de las especies de mamíferos que viven en ella. Los bosques del área del río Bikin son un ejemplo de la mezcla de la vegetación propia de territorios del norte y de territorios del sur que hay en el parque, ya que crecen plantas del norte (cedro, abedul, fresno, nogal, etc.) y plantas del sur (ginseng, eleuterococo, Rhododendron dauricum, actinidia y aralia).

## Uso público

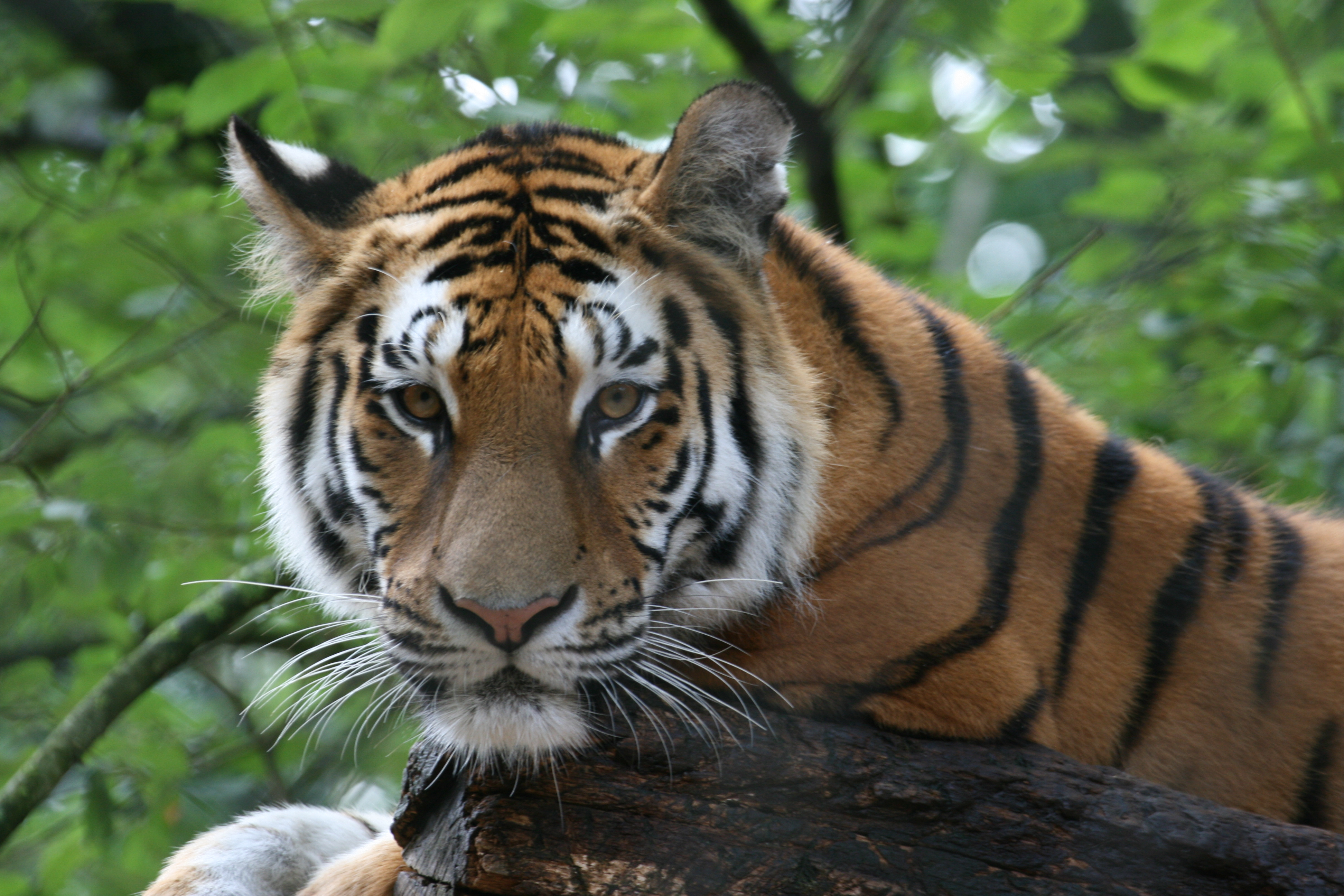
Hay entre 30 y 35 tigres siberianos en la cuenca del río Bikin

Junto con la conservación de la naturaleza y el ecoturismo, la infraestructura del parque se está desarrollando de formas diseñadas para proteger el estilo de vida basado en el bosque de los pueblos Udegue y Nanai. Se estima que 600 habitantes indígenas de la zona viven un estilo de vida tradicional de pesca, caza y recolección de piñones. En el curso de la zonificación del parque para diferentes usos (conservación, estudio científico, ecoturismo, etc.), el gobierno se ha comprometido a permitir que el 68% de la tierra permanezca disponible para los usos tradicionales de los pueblos indígenas.
En 2018, el sitio del Patrimonio de la Humanidad preexistente llamado «Sijoté-Alín Central» se amplió mediante la inclusión de 1 160 469 hectáreas del Parque nacional de Bikin. Después de la expansión, todo el sitio pasó a llamarse «Valle del Río Bikin».

## Pueblos indígenas
En el parque han vivido tradicionalmente los pueblos udegue y hezhen. Los udegue son un grupo étnico que hablan el udegue, un idioma que pertenece a las lenguas manchú-tungús. Hasta finales del siglo XIX los udege no fueron clasificados como un grupo étnico independiente, ya que ellos y los orotx eran considerados un solo pueblo.
La cultura material y espiritual de los pueblos del Bikin, los udegue y los hezhen, tiene muchas características comunes: un solo cariz económico y cultural de cazadores, pescadores y recolectores. Desde la antigüedad, la población nativa que vivía en el centro de la taiga del Ussuri se dedicaba a la caza, a la pesca, a la recolección ya otras artesanías tradicionales.
En el territorio de parque nacional hay lugares naturales e históricos venerados por los udegue y otros pequeños pueblos del territorio de Primorie: antiguos campamentos, casas de oración y otros objetos que forman la base de la cultura étnica de los udegue y otros pueblos indígenas de la zona. El tigre siberiano es un animal sagrado para el pueblo udegue.